# Pentiums FDIV-bugg

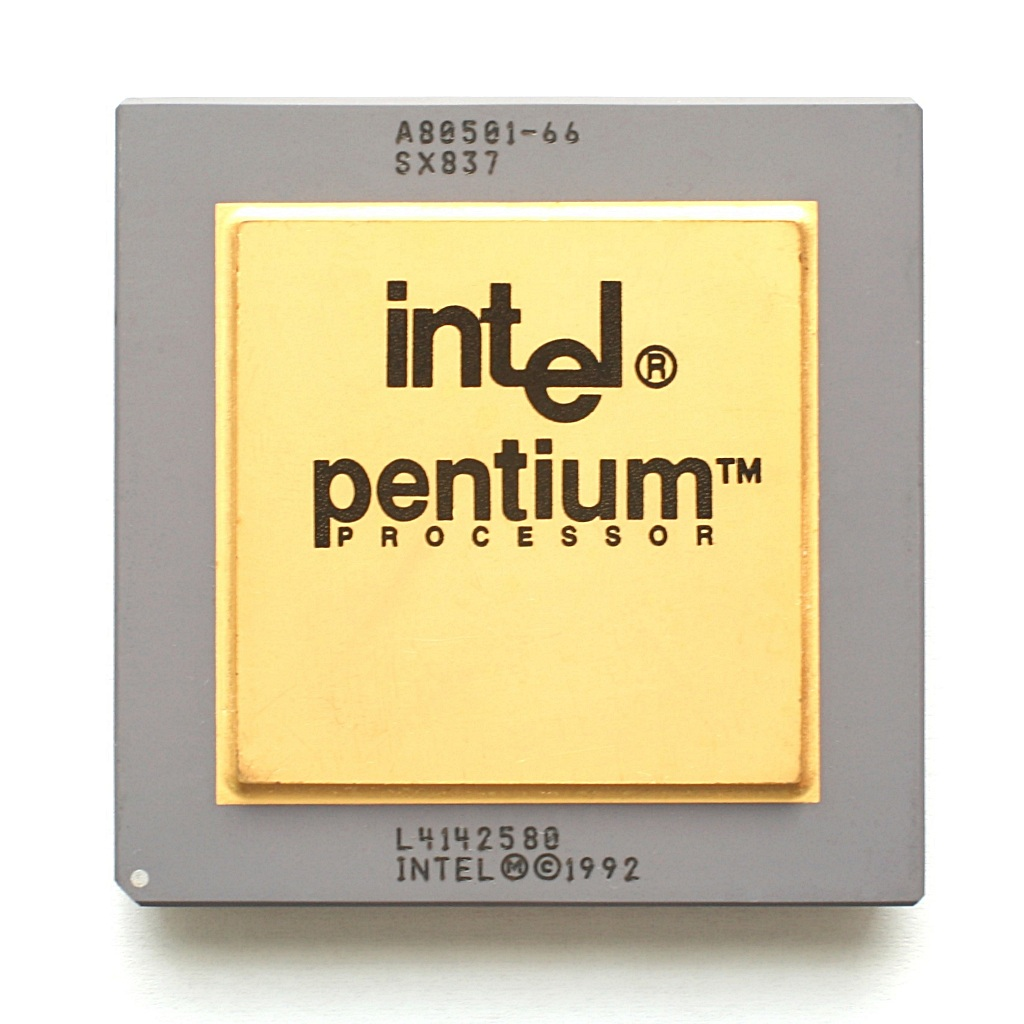
66 MHz Intel Pentium (sSpec=SX837) med FDIV buggen.

Pentiums FDIV-bugg är en bugg i flyttalsdelen i första generationens Pentiumprocessorer (P5) från Intel. Vissa divisioner med flyttal som utförs med dessa processorer genererar felaktiga resultat. Enligt Intel berodde buggen på saknade poster i uppslagstabellen som används av divisionsoperationen (FDIV).
Felaktigheten upptäcktes oberoende och publicerades i oktober 1994 av Thomas R. Nicely vid Lynchburg College i Virginia i USA. Intels hantering av buggen kritiserades. Företaget hade känt till den sedan maj samma år. Det slutade med att de felaktiga processorerna fick återkallas.

## Exempelsymptom
Buggen kan enkelt framkallas genom att utföra följande operation i Windowskalkylatorn eller Microsoft Excel i Windows 95/98:
Korrekt resultat är:
{\displaystyle \textstyle {\frac {4195835}{3145727}}=1,333{\color {Green}{820449136241002}}}
När detta omvandlas till hexadecimal talbas i processorn blir 4195835 = 0x4005FB och 3145727 = 0x2FFFFF. Det är siffran '5' i 0x4005 som utlöser felet i FPU:ns kontrollogik. Detta resulterar i fel värde bortom den fjärde decimalsiffran:
{\displaystyle \textstyle {\frac {4195835}{3145727}}=1,333{\color {Red}{739068902037589}}}
Det som beräknas är:
{\displaystyle \textstyle {\frac {4195579}{3145727}}} = {\displaystyle \textstyle {\frac {4195835-256}{3145727}}}
Ett annat sätt att påvisa buggen är att använda verktyget pentnt som inkluderas med Windows NT 3.51, NT 4.0, 2000 och XP.

## Påverkade modeller
Tio processormodeller i P5-generationen påverkades av buggen.
| Familj                   | Modell               | Stepping             | Core-stepping        | Klockfrekvens        | FSB-frekvens         | sSpec (specifikationsnummer)                                         |
| Pentium P5 800 nm 5V     | Pentium P5 800 nm 5V | Pentium P5 800 nm 5V | Pentium P5 800 nm 5V | Pentium P5 800 nm 5V | Pentium P5 800 nm 5V | Pentium P5 800 nm 5V                                                 |
| ------------------------ | -------------------- | -------------------- | -------------------- | -------------------- | -------------------- | -------------------------------------------------------------------- |
| 5                        | 1                    | 3                    | B1                   | 60 MHz               | 60 MHz               | Q0352, Q0412, SX753                                                  |
| 5                        | 1                    | 3                    | B1                   | 66 MHz               | 66 MHz               | Q0353, Q0413, SX754                                                  |
| 5                        | 1                    | 5                    | C1                   | 60 MHz               | 60 MHz               | Q0466, SX835, SZ949                                                  |
| 5                        | 1                    | 5                    | C1                   | 66 MHz               | 66 MHz               | Q0467, SX837, SZ950                                                  |
| Pentium P54C 600 nm 3.3V |                      |                      |                      |                      |                      |                                                                      |
| 5                        | 2                    | 1                    | B1                   | 75 MHz               | 50 MHz               | Q0601                                                                |
| 5                        | 2                    | 1                    | B1                   | 90 MHz               | 60 MHz               | Q0542, Q0613, Q0543, SX879, SX885, SX909, SX874                      |
| 5                        | 2                    | 1                    | B1                   | 100 MHz              | 66 MHz               | Q0563, Q0587, Q0614, SX886, SX910                                    |
| 5                        | 2                    | 2                    | B3                   | 75 MHz               | 50 MHz               | Q0606, SX951                                                         |
| 5                        | 2                    | 2                    | B3                   | 90 MHz               | 60 MHz               | Q0628, Q0611, Q0612, SX923, SX922, SX921, SX942, SX943, SX944, SZ951 |
| 5                        | 2                    | 2                    | B3                   | 100 MHz              | 66 MHz               | Q0677, SX960                                                         |